# Pygora cowani
Pygora cowani är en skalbaggsart som beskrevs av Waterhouse 1878. Pygora cowani ingår i släktet Pygora och familjen Cetoniidae. Utöver nominatformen finns också underarten P. c. clementi.